# Auriculastra radiolata
Auriculastra radiolata е вид охлюв от семейство Ellobiidae. Видът не е застрашен от изчезване.

## Разпространение и местообитание
Разпространен е в Сомалия и Танзания.
Обитава крайбрежията на сладководни басейни.